# Pitbull
Арма́ндо Кристиа́н Пе́рес Ако́ста (исп. Armando Christian Pérez Acosta; род. 15 января 1981, Майами, Флорида, США), более известный под сценическим псевдонимом Pitbull (рус. Питбуль), — американский рэпер, певец, автор песен и музыкальный продюсер кубинского происхождения. Он начал свою карьеру в начале 2000-х, записывая реггетон, латиноамериканский хип-хоп и кранк под началом разных лейблов. В 2004 году он выпустил свой дебютный альбом M.I.A.M.I. под лейблом TVT Records и исполнительным продюсированием Лила Джона. Позже Питбуль выпустил свой второй альбом, El Mariel, в 2006 году, и третий, The Boatlift, в 2007 году. Его четвертый альбом, Rebelution (2009), включал его прорывной хит-сингл «I Know You Want Me (Calle Ocho)», который достиг второго места в американском чарте Billboard Hot 100 и четвертое место в UK Singles Chart.
После ребрендинга себя в качестве поп-артиста шестой и седьмой альбомы Питбуля, Planet Pit (2011) и Global Warming (2012), достигли аналогичного коммерческого успеха; первый включал в себя первый, в его карьере, сингл, достигший вершины Billboard Hot 100, «Give Me Everything» (с участием Ни-Йо, Афроджека и Найер), в то время как последний включил хит первой десятки Billboard Hot 100, «Feel This Moment» (с участием Кристины Агилеры). В 2013 году Питбуль заимел свой второй сингл номер один в Billboard Hot 100, «Timber» (с участием Кеши), который, к тому же, достиг пика чартов в восемнадцати других странах. В 2014 году он добился продолжительного успеха со своим следующим синглом, вошедшим в десятку лучших Billboard Hot 100, «Time of Our Lives» (совместно с Ни-Йо), который вошел в восьмой альбом Globalization (2014). В том же году Питбуль выпустил песню «We Are One (Ole Ola)» (совместно с Дженнифер Лопес и Клаудией Лейтте), которая стала официальной темой чемпионата мира по футболу 2014 года. Также Питбуль неоднократно выступал в качестве приглашенного исполнителя в ряде хитов, включая три сингла, вошедших в первую десятку Billboard Hot 100 «I Like It» Энрике Иглесиаса, «DJ Got Us Fallin' In Love» Ашера и «On the Floor» Дженнифер Лопес.
Последующие альбомы Питбуля, Dale (2015) и Climate Change (2017), пользовались коммерческим успехом. Его одиннадцатый альбом, который стал первым независимым релизом, Libertad 548 (2019), был сфокусирован на латиноамериканском хип-хопе с синглами «No Lo Trates» (с участием Дэдди Янки и Натти Наташи) и «Me Quedaré Contigo» (с участием Ни-Йо); первый стал дважды платиновым по версии RIAA Latin.
Питбуль продал более 25 миллионов студийных альбомов и более 100 миллионов синглов по всему миру. По состоянию на май 2020 года у него более 15 миллиардов просмотров на YouTube. Billboard признал Питбуля 45-м лучшим артистом 2010-х и 24-м лучшим латиноамериканским артистом 2010-х. Другие активности Питбуля включают в себя должность посла брендов и различных организаций, активную деятельность и филантропию в латиноамериканском сообществе, радиостанцию (Pitbull's Globalization) на радио Sirius XM, а также является владельцем команды Trackhouse Racing в гоночной ассоциации NASCAR. По состоянию на май 2019 года Питбуль выиграл 35 наград Billboard Latin Music Awards.

## Детство и происхождение
Армандо Кристиан Перес родился 15 января 1981 года в Майами, Флорида, в семье кубинских иммигрантов. По мере взросления семья настоятельно рекомендовала ему «пользоваться преимуществами» привилегии жить в Америке и возможностями, которые она предоставляет. Семья Армандо имеет историю борьбы против режима Кастро на Кубе. Когда Армандо было три года, он имел возможность часто читать на публику в местах сбора кубинской диаспоры произведения национального героя Кубы и поэта Хосе Марти на испанском языке. Выучить английский в детстве Армандо помогла телевизионная программа «Улица Сезам». Отец почти не присутствовал в детстве Армандо; его родители развелись, когда он был маленьким, и его воспитывала, в основном, мать. Позже Питбуль скажет: «Моя мама - это мой отец и моя мать». Армандо также недолго жил в приемной семье в Розуэлле, Джорджия. Его родители боролись со злоупотреблением наркотиками; будучи подростком, Армандо также употреблял наркотики и торговал ими, что в конечном итоге привело к тому, что его выгнали из семейного дома. Учеба Армандо проходила в South Miami Senior High School и Miami Coral Park High School. По мере взросления будущий Питбуль находился под влиянием местного музыкального жанра Miami bass, поджанра поп-музыки, и называл Селию Крус и Вилли Чирино источниками вдохновения. 
В дополнение к этому также влияние на него оказывали такие рэперы, как Нас, Джей-Зи и Снуп Дог. Как итог, Питбуль говорит, что особенности плавильного котла Майами познакомили его с различными культурами, которые повлияли на его артистизм и на него самого как личность.

Это плавильный котел. Вы знаете, это плавильный котел. У вас есть шанс вырасти в окружении стольких разных - вы знаете, я вырос в хороших кварталах, плохих кварталах, еще худших кварталах. Но я вырос в окружении стольких культур, что всегда позволяло мне мыслить нестандартно, пробовать новые звуки и новые вещи. Вы узнаете что-то новое из каждой культуры, точно так же, как я узнаю что-то новое из каждой записи.— Питбуль в 2019
Армандо объясняет, почему он выбрал себе сценический псевдоним Питбуль: «Потому что эти собаки «кусают до победного конца. Собака слишком глупа, чтобы проиграть. И также они объявлены вне закона в округе Дейд. Они по сути есть то, чем я являюсь. Это постоянная борьба». В дальнейшем, после встречи с Лил Джоном в Майами, Питбуль был представлен на альбоме коллектива Lil Jon и The East Side Boyz «Kings of Crunk» в 2002 году. Песня Питбуля «Oye» была включена, как саундтрек к фильму «Двойной форсаж» в следующем году. Кроме того, Питбуль выпустил несколько микстейпов, состоящих из фристайлов и ремиксов популярной рэп-музыки. Питбуль также работал с Uncle Luke в начале своей карьеры, участвуя в записи его альбома 2001 года Somethin' Nasty, включающий сингл «Lollipop», с участием Питбуля и Lil' Zane.

## Карьера

### 2001-2003: Luke Records и TVT Records
В 2001 году Питбуль был подписан на лейбл Лютера Кэмпбелла (Uncle Luke) «Luke Records» Джуллианом Бутом, тогдашним вице-президент лейбла A&R. В этом же году Питбуль был представлен Роберту Фернандесу из Famous Artist Music & Management, независимого лейбла и управляющей компании, специализирующейся на развитии артистов, продюсерским дуэтом Diaz Brothers, которые уже были участниками данного лейбла. Фернандес «увидел его рвение и голод» в начинающем рэпере и, после окончания контракта с лейблом «Luke Records», начал работать над развитием Питбуля. Вместе они сосредоточились на создании звука, более удобного для радио звучания. Фернандес позже сказал HitQuarters: «В то время в его музыке было много куплетов, и потребовалось много времени, чтобы создавать хуки, и поэтому мы потратили время на то, чтобы сделать песни более запоминающимися и меньше уходящими в рэп».
Вскоре Фернандес познакомил Питбуля с Лил Джоном, надеясь обеспечить начинающему рэперу небольшое участие на грядущем альбоме Лил Джона «Kings of Crunk». По словам Фернандеса, Лил Джону понравился Питбуль, и он предложил ему трек для альбома; трек был назван «Pitbull's Cuban Ride Out». Этот трек помог поднять репутацию молодого рэпера.

### 2004-2005:M.I.A.M.I.
В 2004 году Питбуль выпустил свой дебютный альбом M.I.A.M.I., ведущим синглом которого стал «Culo», спродюсированный Лил Джоном и Diaz Brothers. Он достиг 32-й строчки в чарте Billboard Hot 100 и 11-й строчки в чарте Hot Rap Tracks. Другими синглами стали «Dammit Man», «Back Up», «Toma» и «That's Nasty» (последние два с участием Лил Джона). Вскоре Питбуль присоединился к Anger Management Tour, концертному хип-хоп туру, хедлайнерами которого были Эминем и 50 Cent. Питбуль также появился на сингле хип-хоп дуэта Ying Yang Twins «Shake», который достиг 41-й строчки в Billboard Hot 100 и 12-й строчки в Rap Songs, на синглах певицы Adassa «Kamasutra» и рэперы Twista «Hit the Floor» (94-я строка Billboard Hot 100, 20-я строка Rap Songs). Альбом ремиксов Money Is Still a Major Issue был выпущен в ноябре 2005 года; в него вошел новый трек «Everybody Get Up», записанный дуэтом с хип-хоп/R&B группой Pretty Ricky.
TVT Records, лейбл Питбуля в то время, и Slip-n-Slide Records спорили из-за выпуска Welcome to the 305, неизданного альбома с лейбла Slip-n-Slide, который Питбуль записал в 2001 году. Судья Майами постановил, что Slip-n-Slide имели законное право выпустить альбом, поскольку он был записан, когда Питбуль был артистом Slip-N-Slide, и до того, как он подписал контракт с TVT Records. Судья окружного суда США подтвердил это решение. Затем, в марте 2007 года, TVT было предписано выплатить Slip-n-Slide 9,1 миллиона долларов за попытку заблокировать выпуск альбома в магазинах звукозаписи и для цифровой загрузки.
В 2005 году Питбуль и рэпер Шон «Дидди» Комбс стали соучредителями «Bad Boy Latino», дочерней компании лейбла Шона Комбса «Bad Boy Records». В основном, компания стала специализироваться на латинском хип-хопе, латинском соуле, латинской поп-музыке и другой тропической музыке, и имеет офисы в Нью-Йорке и Майами. Наряду с соучредительством, Питбуль, в настоящее время, возглавляет подразделение A&R лейбла.

### 2006-2007:El MarielиThe Boatlift
В январе 2006 года Питбуль сыграл приглашенную роль в сериале UPN «Южный пляж». Рэпер записал «Nuestro Himno» в сотрудничестве с Вайклефом Жаном, Карлосом Понсе и Ольгой Таньон. На Listennn... the Album, дебютном альбоме бывшего участника хип-хоп группы Terror Squad и радиоведущего Майами DJ Khaled, появился Питбуль, участвующий в синглах: «Holla at Me» и «Born-N-Raised» наряду с другими южными рэперами.

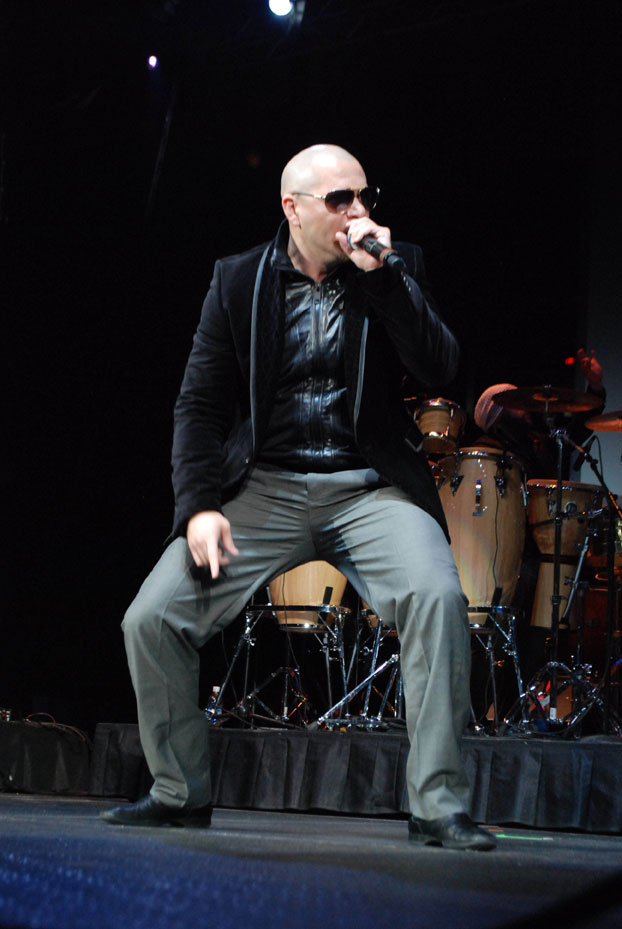
Питбуль выступает на Allstate Arena, B96 Jingle Bash, Чикаго

Питбуль посвятил альбом своему отцу, который умер в мае того же года. Наряду с обычными треками, ориентированными на вечеринки, Питбуль также включил в El Mariel треки политической тематики. Альбом был выпущен 31 октября 2006 года и включал синглы «Bojangles», «Ay Chico (Lengua Afuera)», «Fuego» и дуэт с пуэрториканским певцом Ken-Y над синглом «Dime (Remix)». El Mariel возглавил чарт Billboard Independent Albums и достиг 17-й строчки в Billboard 200 и 2-й строчки в Top Rap Albums.
Третий альбом Питбуля под названием The Boatlift был выпущен 27 ноября 2007 года и сопровождался синглом «Secret Admirer» с участием Ллойда в припеве. Ранее Питбуль объявил, что в этом альбоме будет больше гангста-рэпа, чем в его предыдущих альбомах. Последующие синглами были «Go Girl» с участием Трины и «The Anthem» с участием и продюсированием Лил Джона; в этой песне был использован сэмпл хука из песни «El Africano» Уилфридо Варгаса и бит из песни Rune RK «Calabria». «Go Girl» достиг 83-й строчки в Billboard Hot 100 и 25-й строчки в чарте Hot Rap Tracks; «The Anthem» добился 36-го места в Billboard Hot 100 и 8-го в Hot Rap Tracks.
Телевизионное шоу Питбуля Pitbull's La Esquina дебютировало в мае 2007 года и продолжалось до 2009 года в кабельной сети mun2.
Питбуль также появился в песнях DJ Laz «Move Shake Drop» и DJ Felli Fel «Feel It».

### 2008-2010:Pitbull Starring in RebelutionиArmando

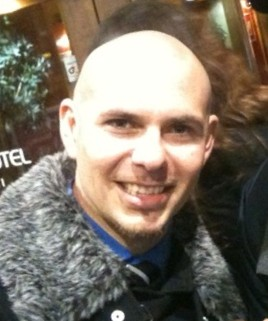
Питбуль в 2010 г.

Для своего четвертого студийного альбома Pitbull Starring in Rebelution Питбуль выпустил «I Know You Want Me (Calle Ocho)» на лейбле Ultra Records после того, как его бывший лейбл TVT Records обанкротился. «Krazy» достиг 30-й строчки в Billboard Hot 100 и 11-й строчки в Hot Rap Tracks. «I Know You Want Me (Calle Ocho)» достиг 2-го места в Billboard Hot 100 и попал в первую десятку чартов Великобритании, Канады, Италии и Нидерландов. Песня достигла первой позиции во Франции и European Hot 100 за неделю, закончившуюся 29 августа 2009 года. По версии журнала Billboard, «I Know You Want Me (Calle Ocho)» занял 17-ю позицию в Billboard Year-End Hot 100 singles of 2009. Позже Питбуль подписал контракт с Polo Grounds Music через Sony Music и создал свой собственный лейбл Mr. 305 Inc. Сингл «Hotel Room Service», в котором есть сэмпл «Push the Feeling On», достиг 8-го места в Billboard Hot 100. В дальнейшем было продано более 7,5 миллионов цифровых синглов и альбомов по всему миру, вместе взятых.
После совместной работы Питбуля и рэпера Дэвида Раша (ранее Young Bo$$) над песней «Go Girl», первый появился на дебютном сингле второго «Shooting Star», совместно с Кевином Рудольфом и LMFAO. Любительское видео, на котором Питбуль бьет неугомонного зрителя на концерте в Колорадо, просочилось в Интернет в конце мая 2009 года. Питбуль объяснил MTV News, что это произошло потому, что фанат продолжал разбрасывать наличные по сцене, и после того, как Питбуль вытащил его на сцену, он бросил пачку денег прямо в лицо Питбулю. Майами Долфинс пригласили рэпера поработать вместе с T-Pain и Джимми Баффетом над выпуском новой боевой песни для футбольного клуба. 19 августа 2009 года город Майами наградил Питбуля наградой «Ключ от города». Другой популярный сингл 2009 года, «Blanco», с участием Фаррелла Уильямса из The Neptunes, стал саундтреком к фильму Форсаж 4. В ноябре 2009 года, Питбуль записал ремикс с мексиканской поп-дивой Паулиной Рубио на ее сингл «Ni Rosas Ni Juguetes».
В 2010 году Питбуль исполнил рэп-часть в песне «Somos El Mundo», испанской версии песни «We Are the World», в которой участвовала огромная группа латиноамериканских артистов во главе с Эмилио и Глорией Эстефан. Питбуль также стал приглашенным исполнителем на песни Джанет Джексон «Heart, Beat, Love» и «Armada Latina», четвертому синглу с альбома Rise Up легенд латиноамериканского рэпа Cypress Hill. В песне также принял участие американский певец сальсы Марк Энтони, продюсированием занимался известный американский продюсер Джим Джонсин. Затем Питбуль был приглашен для сотрудничества с британской поп-певицей Александрой Берк над ее синглом «All Night Long». Вскоре рэпер был представлен в известном сингле Ашера «DJ Got Us Fallin' in Love».
Питбуль выпустил свой дебютный полноформатный студийный испаноязычный альбом под названием Armando 2 ноября 2010 года. Рэпер стал одним из самых номинированных артистов на премию Billboard Latin Music Awards 2011. Он получил семь номинаций на «Latin Rhythm Airplay, Песня Года» за  песню «Bon, Bon»; «Latin Rhythm Airplay, Исполнитель Года, Сольный Исполнитель»; «Latin Rhythm Albums, Альбом Года» за альбом Armando; «Latin Rhythm Albums, Исполнитель Года, Сольный Исполнитель»; «Social 50, Латиноамериканский Артист Года»; "Латиноамериканская Цифровая Загрузка Года" за песню «Bon, Bon» и "Горячая Латиноамериканская Песня Года, Вокальное Событие" за песню «I Like It» вместе с Энрике Иглесиасом. Питбуль также выиграл премию Telehit в номинации «Самый популярный исполнитель».

### 2011:Planet Pit

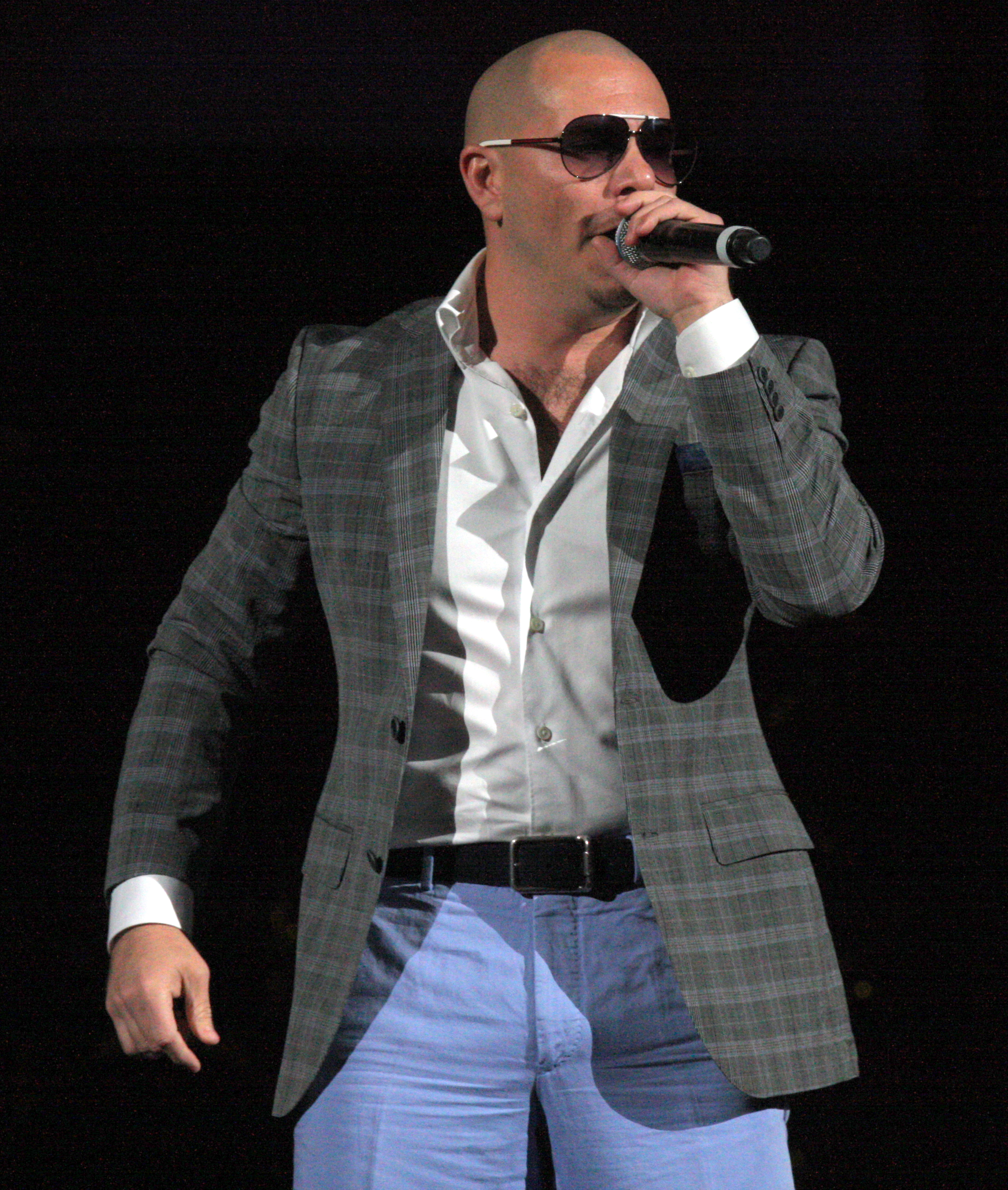
Выступление Питбуля в 2011 году

В апреле 2011 года Дженнифер Лопес выпустила альбом Love?, в котором Питбуль фигурирует на двух синглах. «Fresh Out the Oven» не имел успеха ни у критиков, ни у публики, но вторая композиция, «On the Floor», стала признанным хитом. Сингл дебютировал в Billboard Hot 100 на девятом месте, став самым высоким дебютным синглом в чарте Billboard Hot 100 у Дженнифер Лопес.
Питбуль выпустил свой шестой студийный альбом Planet Pit 17 июня 2011 года. Первым синглом альбома стал «Hey Baby (Drop It to the Floor)» в сотрудничестве с T-Pain; песня стала умеренным хитом, которая достигла 7-го места в Billboard Hot 100.
22 марта 2011 года Питбуль выпустил свой второй сингл «Give Me Everything», котором приняли участие американский R&B певец Ни-Йо, американская певица Найер и нидерландский диджей Афроджек; последний продюсировал песню и написал ее в соавторстве с Мэттом Ховардом, Питбулем и Ни-Йо. Три месяца позже, эта песня стала первым синглом Питбуля, занявшая первое место в Billboard Hot 100. Она также заняла 5-е место в итоговом чарте 2011 года Billboard Year-End Chart.
В августе 2011 года Линдси Лохан подала в суд на Питбуля, Ни-Йо и Афроджека в ответ на то, что в тексте песни упоминается ее имя: «I've got it locked up like Lindsay Lohan». Она возражала против негативной коннотации этой строки и утверждала, что должна получить компенсацию за использование своего имени в песне. Дело было прекращено федеральным судьей, который постановил, что текст песни защищен Первой поправкой, которая распространяется на свободу слова и творческого самовыражения.

### 2012-2013:Global Warming,MeltdownиMen in Black 3

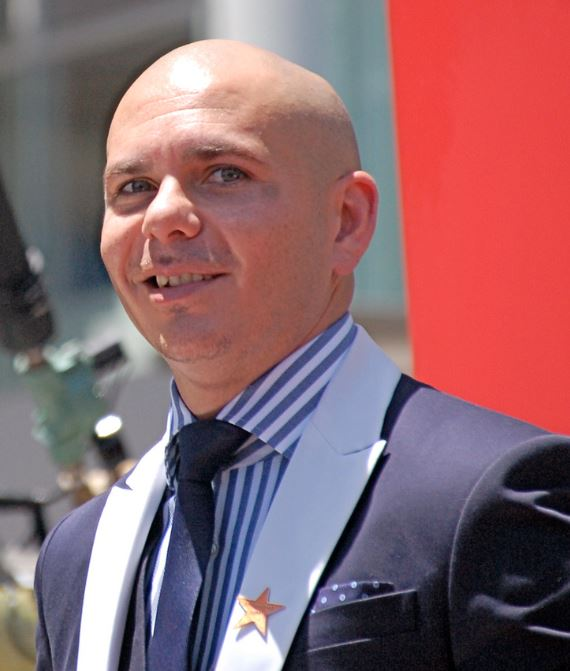
Питбуль в 2013 году

7 октября 2011 года RCA Music Group объявила о роспуске J Records вместе с Arista Records и Jive Records. В связи с закрытием, Питбуль (и все другие артисты, ранее подписавшие контракты с этими тремя лейблами) будут выпускать будущий материал под брендом RCA Records.
8 мая 2012 года Питбуль появился в песне с итальянским диджеем Габри Понте «Beat on My Drum».
Седьмой студийный альбом Питбуля получил название Global Warming и был выпущен 16 ноября 2012 года. Питбуль объяснил, что название отражает тот факт, что, подобно феномену глобального потепления, он существует уже некоторое время, но внезапно люди обращают на него внимание. Ведущим синглом с альбома стала песня «Get It Started» с участием певицы Шакиры. Третьим синглом стал «Feel This Moment» с участием Кристины Агилеры.
Второй сингл, «Back in Time», был выпущен для фильма «Люди в чёрном 3». Это был первый ведущий сингл франшизы «Люди в чёрном», не исполненный Уиллом Смитом. Песня, которая звучит во время финальных титров, но не включена в саундтрек альбома, представляет собой сэмплы песни «Love Is Strange» Микки и Сильвии. Летом 2012 года Питбуль, в поддержку альбома, отправился в мировое турне.
В 2013 году Питбуль выпустил дисс-трек в адрес Лил Уэйна под названием «Welcome 2 Dade County» вскоре после негативного выступления второго в адрес баскетбольного клуба Майами Хит. В этом же году, Питбуль дебютировал в кино в фильме Эпик, озвучив и став голосом персонажа «Буффо». Также рэпер отправился в летнее турне по Северной Америке/Австралии с американской певицей Кеша для продвижения обоих их альбомов, которое продлилось с мая по ноябрь.
Питбуль выпустил свою песню «Feel This Moment» с участием Кристины Агилеры 18 января 2013 года, которую они исполнили вживую на Billboard Music Awards 2013, а также в четвертом сезоне The Voice. Песня имела коммерческий успех, достигнув 8-го места в Billboard Hot 100. Позже, в конце мая, был выпущен последний сингл со альбома Global Warming, «Outta Nowhere» с участием Дэнни Мерсера. На церемонии вручения премии Латинская Грэмми 2013 года Питбуль получил награду «Лучшее Урбан Исполнение» за свою песню «Echa Pa'lla (Manos Pa'rriba)».
Питбуль объявил через Твиттер, что 25 ноября он выпустит расширенную версию своего студийного альбома Global Warming под названием Global Warming: Meltdown, где примут участие Кеша, Келли Роуленд, Инна, Мохомби и Майер Хоторн. Ведущий сингл «Timber» с участием певицы и товарища по туру Кеши был выпущен 7 октября. Песня достигла пика чарта в Billboard Hot 100 и еще в 18 странах, став, таким образом, второй песней Питбуля номер один в США.
Питбуль был представлен в сингле Дженнифер Лопес «Live It Up», выпущенном в начале лета, ознаменовав третье сотрудничество рэпера с певицей и продюсером RedOne. Дженнифер Лопес и Питбуль исполнили песню на Billboard Music Awards, American Idol и Premios Juventud. Питбуль также появился на альбомах Приянки Чопры, Флоу Райды, Джессики Маубой, Белинды, Джейсона Деруло и других артистов. Рэпер выступил на послегоночном концерте Гран-при США Формулы-1 Circuit of the Americas 17 ноября 2013 года. 24 ноября 2013 года Питбуль провел церемонию вручения премии American Music Awards 2013.

### 2014—2015:GlobalizationиDale

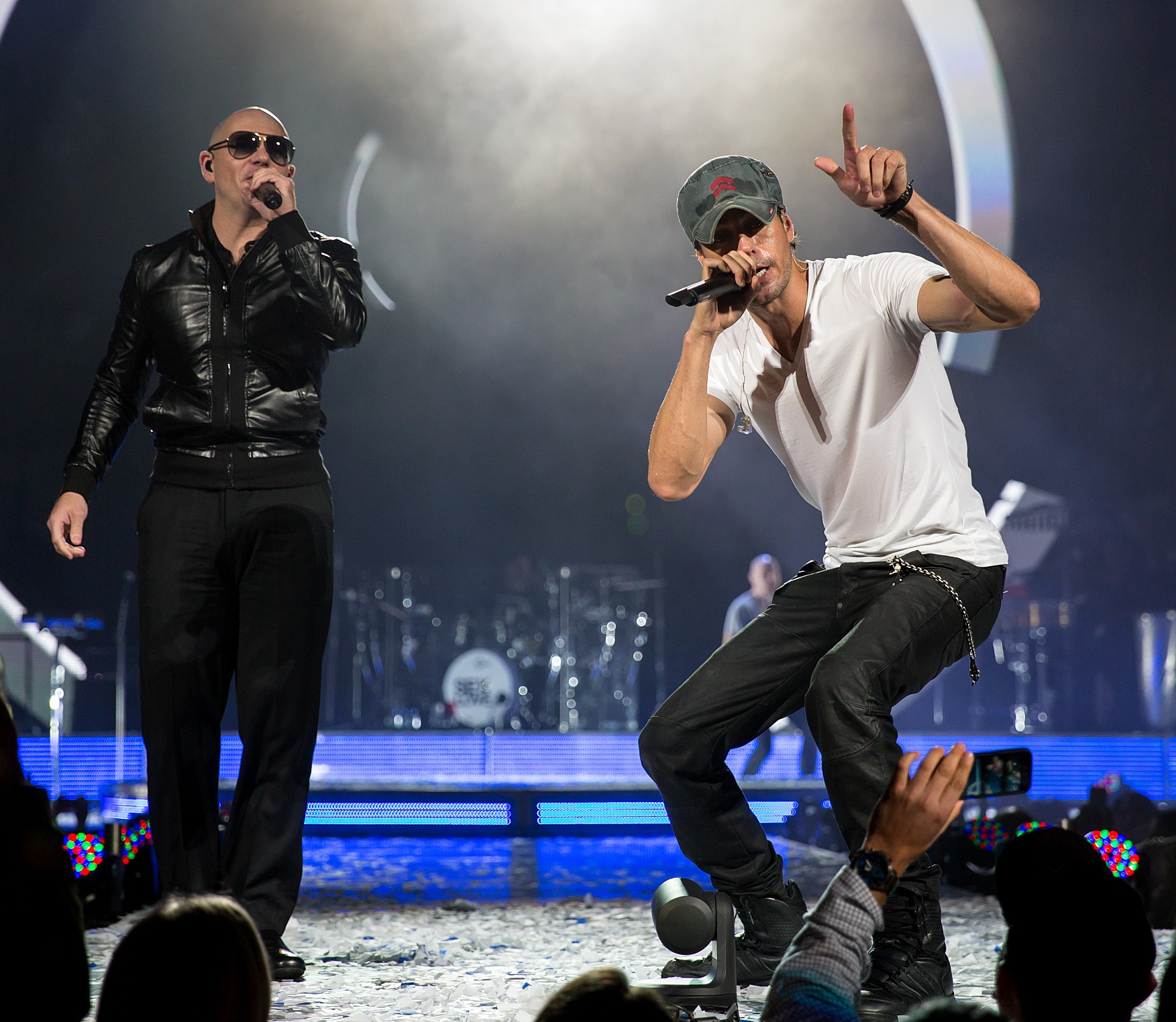
Питбуль и Энрике Иглесиас выступают в Frank Erwin Center, Остин, штат Техас, 2015

Питбуль, Дженнифер Лопес и Клаудия Лейтте исполнили песню «We Are One» на церемонии открытия чемпионата мира по футболу 2014 года.
25 февраля 2014 года, Питбуль выпустил новый сингл под названием «Wild Wild Love» с участием американской музыкальной группы G.R.L. Этот трек достиг своего пика под номером 30 в Billboard Hot 100.
15 апреля 2014 года, Питбуль выпустил сингл с участием Дженнифер Лопес и Клаудия Лейтте, название которого «We Are One (Ole Ola)» для альбома-сборника песен к чемпионату мира по футболу 2014 года One Love, One Rhythm.

В мае 2014 года было объявлено, что Питбуль будет принимать в Майами и организовывать концерт «New Year’s Eve» для телеканала Fox, который называли «Pitbull’s New Year’s Revolution» 31 декабря 2014 года.

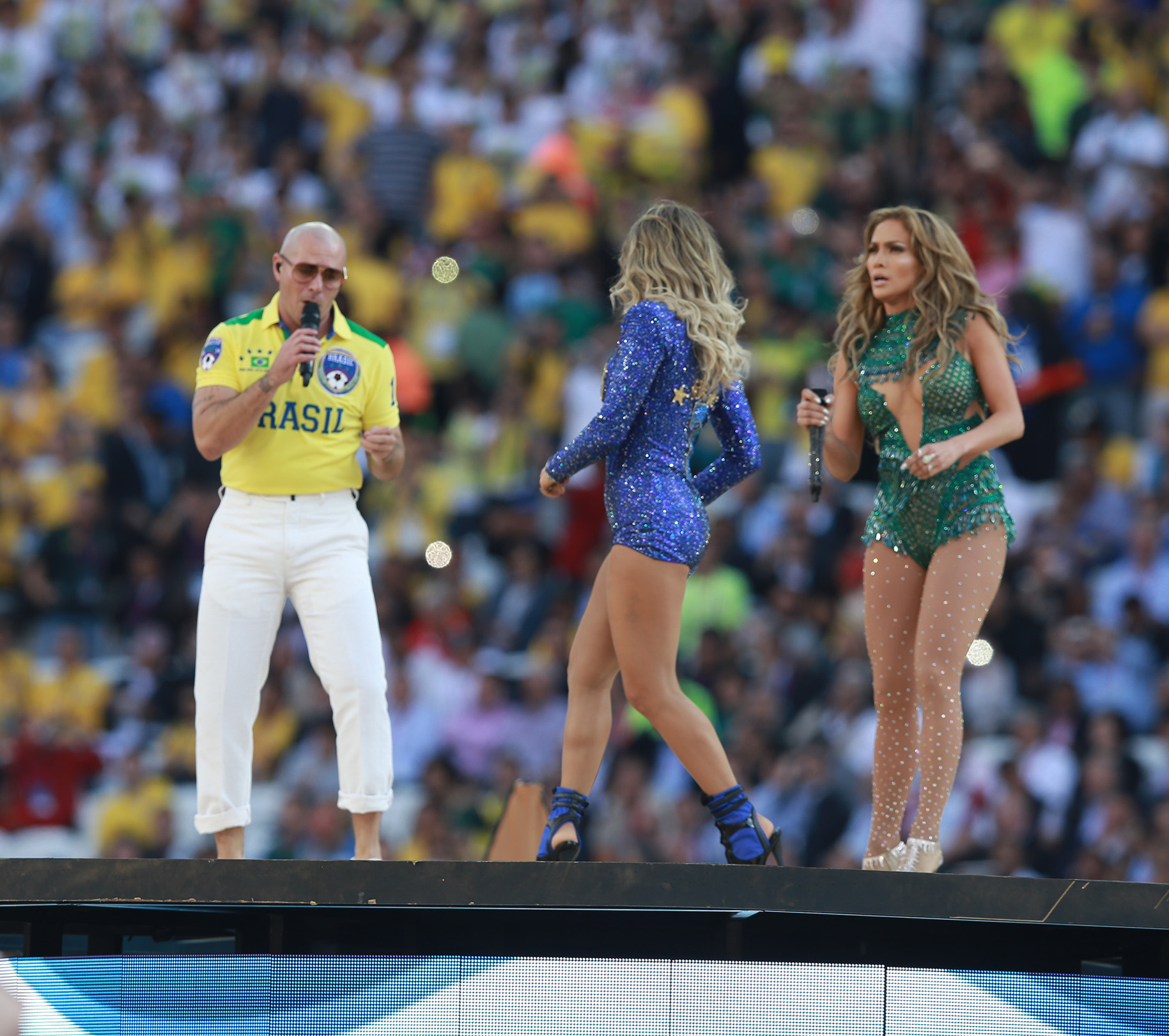
Питбуль, Дженнифер Лопес и Клаудия Лейтте выступают на церемонии открытия чемпионата мира по футболу 2014

12 июня 2014 года Питбуль выступил на арене Сан-Паулу в рамках церемонии открытия чемпионата мира по футболу 2014 года. В этом выступлении он вместе с Дженнифер Лопес и Клаудией Лейтте исполнил официальную песню турнира «We Are One (Ole Ola)».
В июне 2014 года было объявлено, что Питбуль будет получать звезду на Голливудской «Аллее славы».
8 июля 2014 года, Питбуль выпустил испаноязычный сингл под названием «Como Yo Le Doy» с участием Don Miguelo. 23 июля 2014 года, Питбуль выпустил ещё один сингл под названием «Fireball» совместно с John Ryan. Примерно в то же время, он объявил о выходе своего восьмого студийного альбома Globalization, который был выпущен 24 ноября 2014 года.
18 октября 2014 года, Питбуль выпустил ещё один сингл под названием «Celebrate», который был включен к саундтреку Пингвины из Мадагаскара и позже вошедшую в альбом Globalization. Globalization был выпущен вместе с синглом «Time of Our Lives», который попал в Billboard Hot 100 и достиг 9 места. Он также возглавил хит-парад Hot Dance Club Songs, Hot Rap Songs и Rhythmic Songs. 20 ноября 2014 года, Питбуль выпустил ещё один испаноязычный сингл «Piensas (Dile la Verdad)» вместе с Gente de Zona.
21 апреля 2015 года, Питбуль выпустил шестой сингл с альбома Globalization под названием «Fun» с участием Криса Брауна и достиг позиции 40 в Billboard Hot 100 . 8 мая 2015 года, Питбуль опубликовал тизер-видео в Твиттер об его предстоящим втором испанском студийном альбоме и девятом студийном альбоме под общим названием Dale. Альбом был официально выпущен 17 июля 2015 года и включал в себя синглы «Como Yo Le Doy», «Piensas (Dile la Verdad)» и «Baddest Girl in Town». Этот альбом даровал Питбуль премию Грэмми в категории Best Latin Rock, Urban or Alternative Album.

### 2015—2018:Climate Change, Greatest Hits и Кодекс Готти
26 октября 2015 года, Питбуль выпустил новый сингл под названием «FREE.K», который содержит семпл песни Адины Говард «Freak like Me» в припеве. Песня является первым синглом с его десятого студийного альбома под названием Climate Change, который планировали выпустить в начале 2016 года. 7 января 2016 года, Питбуль выпустил второй сингл под названием «Freedom». Чтобы совпасть с выпуском сингла, художники стали сотрудничать с Norwegian Party Cruise. 14 февраля 2017 года, Питбуль объявил о том, что Climate Change будет выпущен 17 марта, предварительные заказы начались 17 февраля.
Питбуль сотрудничал с американской гёрл-группой Fifth Harmony, записав сингл «Por Favor» (выпущен 27 октября 2017 года), прежде чем анонсировать свой 5-й сборник под названием Pitbull Greatest Hits. Тринадцатитрековый альбом включает в себя одиннадцать самых успешных песен Питбуля, в сопровождении с песнями «Jungle» (со Stereotypes совместно с Абраамом Матео и E-40) и «Locas» (совместно с Лил Джон), две совершенно новые песни Питбуля. The deluxe edition был выпущен только в Японии и включал 14-й трек «Celebrate». Сборник был выпущен по всему миру 1 декабря 2017 года.
16 июня 2018 года Питбуль выпустил свой первый полнометражный саундтрек к фильму «Кодекс Готти» вместе с Хорхе Гомесом. Питбуль фигурирует на двух треках альбома «So Sorry» и «Amore» (совместно с Леоной Льюис).

### 2019-2020: история YouTube и Libertad 548
Питбуль записал песню с индийским певцом и автором песен Гуру Рандхавой «Slowly Slowly», выпущенного на лейбле T-Series 19 апреля 2019 года. Музыкальное видео набрало 38 миллионов просмотров на YouTube в течение 24 часов, став одним из самых просматриваемых видео в мире в течение 24-х часов.
27 сентября 2019 года Питбуль выпустил свой одиннадцатый студийный альбом «Libertad 548». В альбом вошел испанский сингл «No Lo Trates» с участием Дэдди Янки и Натти Наташа, который сертифицирован RIAA Latin certified 6x Платина (360,000+ продажи). Второй сингл альбома «3 to Tango» стал вирусным из-за неожиданного появления Джона Траволты в официальном музыкальном клипе песни. Премьера третьего сингла альбома «Me Quedaré Contigo» состоялась на Latin American Music Awards 2019 и достигла номера 1 в чартах Billboard Latin Airplay и Latin Rhythm Airplay в США. Первый рекламный сингл альбома «Winning» с участием Yomil y El Dany, является частью рекламной кампании Boost Mobile «Dale Más». Четвёртый сингл альбома «Get Ready» с участием Блейка Шелтона, премьера которого состоялась в прямом эфире выступления Питбуля на предматчевом шоу Super Bowl LIV Tailgate Tropicale, позже был добавлен в рекламную кампанию «Dale Más» для серии предматчевых рекламных роликов Super Bowl LIV, а ремикс — версия сингла служит официальной темой для серии кубков NASCAR 2020 года. Второй рекламный сингл альбома «Cinco de Mayo» совместно с Лилом Джоном с участием Чески был выпущен 5 мая 2020 года (Синко де Майо). Данный рекламный сингл был исполнен в прямом эфире на Premio Lo Nuestro 2020, и по состоянию на июль 2020 года его выступление набрало более 2 миллионов просмотров на YouTube. Пятый сингл альбома «Mueve La Cintura» с участием Тито Эль Бамбино и Гуру Рандхавы был выпущен 8 июня 2020 года. В тот же день состоялась премьера сопровождающего музыкального клипа, снятого в 2019 году режиссёром Дэвидом Руссо. 17 июля 2020 года ремикс на трек «Mala», который можно найти на Libertad 548, был выпущен как сингл. Ремикс под названием «Mala (Remix)» включает в себя коллаборацию с Бекки Джи и дополнительным гостевым вокалом Де Ла Гетто.
В 2020 году, на фоне пандемии коронавируса, LiveXLive начало партнерство с Питбулем, которое предоставит платформе эксклюзивные права на концерты, закулисные съемки, видео и многое другое от Питбуля для трансляции премиум-подписчикам LiveXLive. 14 августа 2020 года Питбуль выпустил новый сингл под названием «Te Quiero Baby (I Love You Baby)» с латиноамериканской поп-певицей Ческой и американским певцом Фрэнки Валли. Сингл служит латинской интерполяцией оригинального хита Frankie Valli & The Four Seasons 1967 года «Can’t Take My Eyes Off You».

### 2021-настоящее время:  Возвращение к гастролям
22 июня Питбуль объявил на всех своих официальных платформах в социальных сетях о туре I Feel Good. До этого его последним туром был североамериканский тур Enrique Iglesias and Pitbull Live!. I Feel Good Tour пройдет по 32 городам с участием специального гостя Игги Азалии. Начнется он 20 августа 2021 года в Кларкстоне, Мичиган, и продлится по всей территории Соединенных Штатов до 13 октября 2021 года, где завершится в Тампе, Флорида. Продажа билетов открылась 24 июня 2021 года со специальным кодом и 25 июня 2021 года для широкой публики. 24 февраля 2022 года Питбуль выступил с IAMCHINO и DJ Deorro на концертном дебюте их сингла конца 2021 года «Discoteca» на церемонии  Premio Lo Nuestro 2022 года, в данной композициями используются сэмплы песни «Around the World (La La La La La)» группы ATC.
11 апреля 2022 года Питбуль объявили о турне Can't Stop Us Now с Игги Азалией и Шоном Полом. Это второй год подряд, когда Питбуль гастролирует с Игги Азалией. Питбуль и Шон Пол ранее сотрудничали над своим хитом «Shake Señora» с шестого студийного альбома Питбуля Planet Pit (2011). Тур начнется 28 июля 2022 года в Роли, Северная Каролина, и завершится в Холливуде, Флорида, 19 октября 2022 года.

## Реклама продукции
В 2010 г. Питбуль принял участие в кампании «So Kodak» бренда Kodak с Дрейком, Рианной и Trey Songz. Он также начал сотрудничество с компанией по производству безалкогольных напитков Dr Pepper в качестве компании «Vida 23», для которой он записал песню, которую включил в свой альбом Armando. Питбуль также объявил, что он стал представителем компании «Voli Vodka», в которой у него есть доля, а Budweiser выбрал Питбуля рекламировать их линию пива Bud Light. В рекламе Питбуль танцует и кружится по сцене с бутылкой Bud Light. Питбуль также принял долевое участие в сети ресторанов Miami Subs Pizza and Grill.
В 2012 году Питбуль был задействован в рекламной кампании Walmart, в которой магазин Walmart должен был получить больше всего «лайков» с 18 июня по 15 июля 2012, и по условиям акции Питбуль должен был выступить в этом магазине. Репортер из The Boston Phoenix Дэвид Торп и писатель из SomethingAwful.com Джон Хендрен начали организованную компания под названием «#exilepitbull», в рамках которой они убеждали людей голосовать за провинциальный городок Кадьяк. В электронном письме к Associated Press, Walmart подтвердил, что Кодьяк выиграл. Питбуль приехал в Кодьяк 30 июля, где он получил ключ от города от мэра Патрисии Брэнсон, а потом выступил перед толпой из сотни человек на сцене Coast Guard. Главный организатор компании, которому Питбуль сделал особое приглашение присутствовал на мероприятии.
В ноябре 2013 г. он запустил аромат с Jacavi Worldwide и Parlux Ltd.
19 мая 2015 года Питбуль запустил новый радиоканал на Sirius XM Radio, названный Pitbull’S Globalization Radio, который сосредоточен вокруг ритмического, танцевального/EDM и R&B/Хип-Хоп продукта от исполнителей со всего мира. В честь открытия радиостанции рэпер отпраздновал её дебют частным концертом в нью-йорском театре «Аполло». Помимо запуска своей собственной радиостанции, Питбуль также планирует запустить пару проектов с Endemol для цифрового телевидения.
В 2019 году Питбуль присоединился к Boost Mobile, чтобы создать серию рекламных объявлений для расширения Boost Mobile в испаноязычных сообществах. Рекламный сингл «Winning» с участием Yomil y El Dany из альбома Питбуля 2019 года «Libertad 548» был использован в рекламной кампании Boost Mobile «Dale Más», которая активно раскручивала рекламу с участием Питбуля и его танцевальной группы The Most Bad Ones. Песня Питбуля «Get Ready» с участием Блейка Шелтона была позже добавлена в рекламную кампанию, данный сингл также из альбома Питбуля «Libertad 548».
2 февраля 2020 года Питбуль был показан в рекламе Супербоул для Супербоул LIV вместе с Дженнифер Лопес, DJ Khaled, Алексом Родригесом и Стивеном Ван Зандтом. Рекламный ролик был создан для продвижения Hard Rock и его филиалов; премьера рекламного ролика состоялась во 2-м квартале Супербоул LIV. Рекламный ролик демонстрирует Seminole Hard Rock Hotel & Casino, где также был снят клип на песню «Get Ready» Питбуля с участием Блейка Шелтона. Музыкальное видео на этот сингл вышло 10 февраля 2020 года.

## Деловая деятельность
15 января 2021 года было объявлено, что Питбуль стал совладельцем команды Trackhouse Racing в NASCAR Cup Series.

## Влияние и активность
Преисполненный решимости помочь латиноамериканской общине в своем родном городе, Питбуль в течение последнего десятилетия сосредоточил свое внимание на социальном воздействии, закрывая разрыв в уровне бедности с помощью образовательных инициатив. Он помог создать бесплатную общественную хартию для средней и старшей школы под названием «Sports Leadership and Management» (SLAM!), которая открылась в 2013 году в Маленькой Гаване Майами, где вырос Питбуль. SLAM! в настоящее время работает по всей стране, в том числе в Майами, Лас-Вегасе и Атланте, с 96-процентной долей выпускников. Школа будет управляться некоммерческой организацией Mater Academy.
В ответ на разрушения, вызванные ураганом «Мария», Питбуль объявил, что будет использовать свой частный самолёт, чтобы доставить раковых больных из Пуэрто-Рико на материковую часть США для лечения.
13 апреля 2020 года Питбуль выпустил рекламный сингл под названием «I Believe That We Will Win (World Anthem)» (который представляет собой образец песни « I believe that we will win!») в ответ на пандемию коронавируса 2019-20 годов. Эта песня вдохновляет тех, кто пострадал от вспышки COVID-19, чтобы поднять себя и подняться над ситуацией. Премьера рекламного сингла состоялась в полном объёме 12 апреля на виртуальном TrillerFest, а его телевизионный дебют состоялся 13 апреля в программе Good Morning America. Также было выпущено сопровождающее музыкальное видео. Питбуль пожертвует все доходы от продажи песен, потоковой передачи и просмотров в дочерние некоммерческие организации по борьбе с COVID-19.
31 декабря 2020 года Питбуль выступил перед толпой спасателей на Таймс-сквер во время пандемии COVID-19 во время празднования Нового года. В 2023 году снова набрал популярность, благодаря платформе Tik-Tok, из-за многочисленных фан-видео с персонажем из игровой вселенной Mortal Combat - Джонни Кейджем.

## Личная жизнь
Был женат, имеет детей.

### Проблемы с законом
21 декабря 2007 Питбуля арестовали за вождение в пьяном виде; он отдал залог в размере $100 и его отпустили. Позже он был оправдан.